# 赤道州 (コンゴ)
赤道州(せきどうしゅう、フランス語：Province de l'Équateur)(リンガラ語：Etúká ya Ekwatéli)は、コンゴ民主共和国の州。州都はムバンダカ。